# Rosenborgtapeterne
Rosenborgtapeterne er en serie på 12 vævede gobeliner, udført i årene 1685-1693 til Riddersalen på Rosenborg Slot på bestilling af Kong Christian 5. Gobelinerne er fremstillet under ledelse af den nederlandske tapetmager Bernt van der Eichen og viser kongens sejre i Skånske Krig 1675-79. Fra 1928 til 1999 hang de i Riddersalen på Christiansborg Slot, men blev efter færdiggørelsen af Dronning Margrethes Gobeliner atter ophængt på Rosenborg.

## Eksterne links
- Rosenborg Slot